# Spirobranchus rostratus
Spirobranchus rostratus är en ringmaskart som först beskrevs av Jean-Baptiste Lamarck 1818.  Spirobranchus rostratus ingår i släktet Spirobranchus och familjen Serpulidae. Inga underarter finns listade i Catalogue of Life.